# Katalog jasnych gwiazd
Katalog jasnych gwiazd (ang. Bright Star Catalogue) – katalog astronomiczny zawierający prawie wszystkie gwiazdy jaśniejsze niż +6,5m, publikowany przez Obserwatorium Uniwersytetu Yale.
Pierwsze wydanie zawierające 9096 gwiazd zostało opublikowane w 1908 roku jako Harvard Revised Photometry Catalogue (Harvardzki Poprawiony Katalog Fotometryczny). Katalog ten doczekał się 15 rozszerzanych i poprawianych wydań. Katalog jasnych gwiazd jest oznaczany jako: HR, BS, Yale.